# Планица

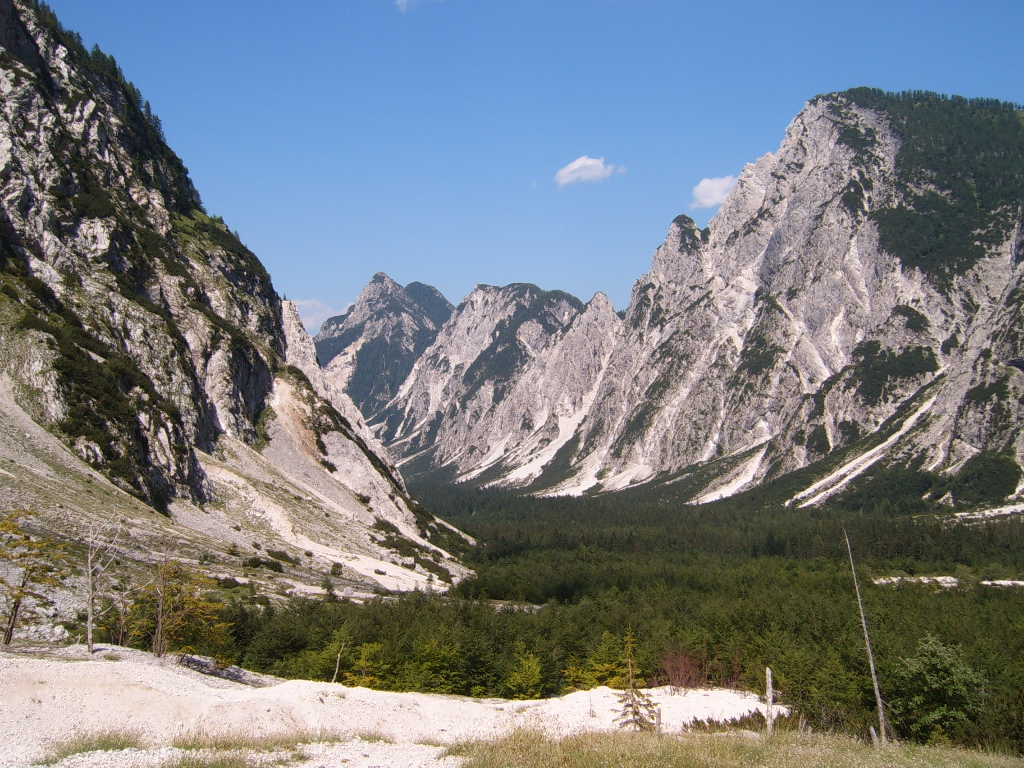
Планицкая долина

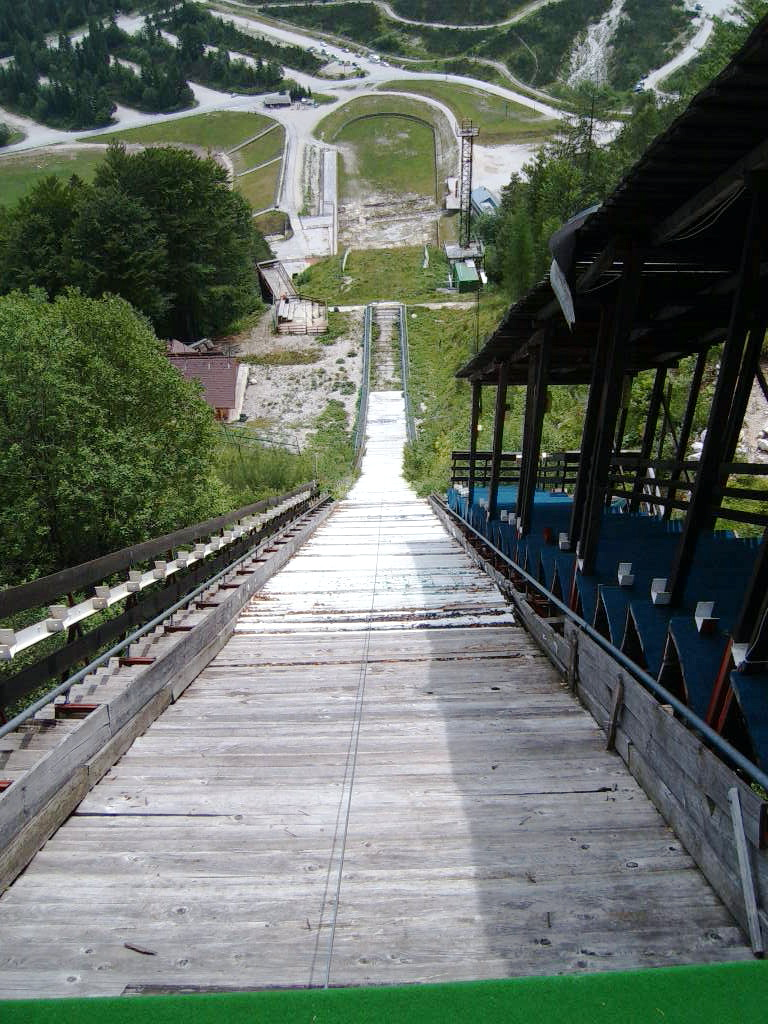
Вид с верхней точки трамплина «Летальница»

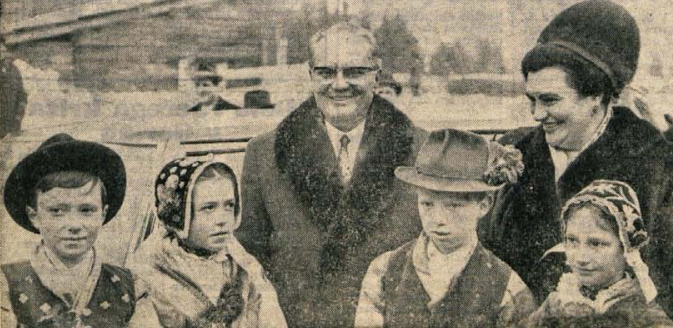
Иосип Броз Тито с супругой в Планице

Плани́ца (словен. Planica) — район словенской деревни Ратече, а также долины, тянущейся от Ратече в южном направлении, недалеко от знаменитого горнолыжного курорта Краньска-Гора. На юге долины расположен посёлок Тамар, часто использующийся как исходный пункт для походов по национальному парку «Триглав».
Планица известна своими многочисленными трамплинами для лыжных прыжков и поэтому нередко именуется «долиной трамплинов». Первый трамплин был построен в 1930 году на горе Понца. В 1934 году Станко Блоудек соорудил ещё больший трамплин, так называемую Блоудкову Великанку (Bloudkova Velikanka). Первый прыжок далее чем на 100 м был совершён в 1936 году австрийцем Зеппом Брадлем. В 1969 братьями Ладо и Янезом Горешками была построена «Летальница» (Letalnica), самый крупный лыжный трамплин в мире. В Планице ежегодно проходят соревнования по прыжкам с трамплина.